# 茂原市重機オペレーター殺害事件
茂原市重機オペレーター殺害事件（もばらしじゅうきオペレーターさつがいじけん）とは2000年（平成12年）3月11日に発生した殺人事件。2005年に被疑者が逮捕されるまで失踪事件として扱われていた。

## 概要
2000年（平成12年）3月10日、千葉県茂原市の重機オペレーターの男性（当時48歳）が行方不明となる事件が発生。
2004年（平成16年）10月11日、男性の娘が依頼して、テレビ朝日の番組『奇跡の扉 TVのチカラ』が情報提供を呼びかけた。番組の情報提供呼びかけをきっかけに、事件当日に失踪男性の重機の不法投棄に関する証言と証拠、さらに失踪男性が男性2人に暴行を加えられていたという女性の証言が番組に寄せられた。
重要証言が寄せられた番組は、目撃証言者が1人のために危害を加えられる危険性、被疑者の逃亡の可能性、遺棄した死体の移動などの証拠隠滅の可能性から番組での放送を自粛。番組は元東京地検検事の大澤孝征弁護士監修で調査報告書を作成し、11月に千葉地検と千葉県警捜査1課に情報提供をした。その後、千葉県警は茂原警察署に特別捜査班を設置し、番組の出演者から事情聴取を行った。
2005年（平成17年）3月16日、茂原警察署特別捜査班は失踪直前に男性に暴行を加えていた傷害容疑でX（当時38歳）とY（当時30歳）を逮捕した。遺体は発見されなかったが、現場に残された遺留品や女性の証言等から殺害された可能性が濃厚として、4月6日に2人を殺人容疑で再逮捕した。千葉県警はこの事件の立件をテレビによる情報提供が端緒になったことを認めた。その後、番組で事件が解明された経緯を説明した。被疑者2人は自分たちが殺害した事件が取り上げられていた番組『奇跡の扉 TVのチカラ』を視聴しており、遺体を発見して移動しようとして現場で遺体を探していたが、遺体が見つからなかったことが判明している。
2005年（平成17年）4月27日、千葉地検はXを殺人罪と傷害罪、Yを殺人罪で起訴した。男性の遺体は発見されていないが、Yが「仕返しが怖く、とどめをさそうと思った」などと殺意を認める供述をしたため、男性を崖から蹴り落として殺害したと見て殺人罪での起訴に踏み切った。

## 刑事裁判
2005年（平成17年）6月30日、千葉地裁（山口雅高裁判長）で初公判が開かれ、罪状認否でXとYは男性に対する殺意と共謀を否認した。
2006年（平成18年）3月14日、Yの論告求刑公判が開かれ、検察側は「仕返しを恐れての犯行は身勝手で自己中心的」として懲役11年を求刑した。
2006年（平成18年）3月16日、Xの論告求刑公判が開かれ、検察側は「身勝手、自己中心的で酌量の余地はない」として懲役16年を求刑した。
2006年（平成18年）3月30日、最終弁論が開かれ、Xの弁護側は「被害者をがけからけり落としたのはY。死体も見つかっておらず、殺人罪は成立しない」として殺人罪に関して無罪を主張した。Yの弁護側も「Xが男性をがけから投げ落とした。共謀の事実はない」として改めて無罪を主張し、結審した。
2006年（平成18年）5月23日、千葉地裁（山口雅高裁判長）で判決公判が開かれ「人命の尊さを顧みない無慈悲な犯行で、生存を信じて行方を捜し続けた遺族の悲嘆、怒りは著しい」としてXに懲役13年、Yに懲役10年の判決を言い渡した。
判決では「2人で殺意を持ってけり落とした」とXとYの共謀を認定した。その上で「けがの程度や現場の状況から、死亡させたことに疑いを差し挟む余地はない」と結論付けた。